# NGC 1470
NGC 1470 este o galaxie spirală situată în constelația Eridanul. A fost descoperită în 1886 de către Frank Muller.